# Азербайджанські народні танці
Азербайджанські народні танці (азерб. Azərbaycan xalq rəqsləri; آذربایجان خالق رقسلری) — танцювальне мистецтво азербайджанського народу. Музичний розмір азербайджанських танців — 6/8 і 3/4. За характером ритму азербайджанські народні танці поділяються на дуже плавні, плавні і жваві. Вони мають характерний малюнок, обумовлений їх ритмічною побудовою. Як правило, азербайджанський танець тричастинний: перша частина — хід по колу, друга — ліричні застигання на місці (сюзме) і третя — знову хід по колу — впевнений, стрімкий і урочистий. Багато танців, особливо старовинних, називаються на честь улюблених тварин або рослин: «джейранят» — газель, «лале» — польовий мак, «беневше» — фіалка, «іннабі» — плід фруктового дерева тощо. Майже всі азербайджанські танці — сольні.

## Історія
Процес виникнення і формування народного танцювального мистецтва на території Азербайджану був довгим і багатовіковим. Такі масові обрядові танці, які побутували в народі ще до недавнього минулого, як «году-году», «коса-коса», «хидир ільяс» тощо, також є старовинними. Різні види народних танців викристалізовувалися з цих обрядових танців вже в епоху середньовіччя. При дворах правителів на території Азербайджану існували танцювальні ансамблі, які славилися високою майстерністю танцівників.
У XIX столітті статський радник Іван Іванович Шопен описував жіночі танці в такий спосіб:
Татарки1 танцюють звичайно попарно, маючи в руках кастаньєти, якими виконують удари, то швидкі, то повільні; іноді звуки зовсім замовкають і танцюючі залишаються наче нерухомі; раптом, при прискореному деренчанні кастаньєт, — з судомним рухом усього тіла і ніби в нестямі, вони кидаються вперед; але один крок, і вони знову перетворюються на тихих німф, які легкими і стрункими рухами висловлюють пристрасну млість. В цю мить самі душі їх, здається, знемагають і вилітають вологими поглядами, сповненими палкої насолоди. Танець цей називається мірзаї.

Інший рід танців, званий гюванк, імовірно, винайдена уособленною лінню, бо виконується сидячи. При початку танцю дві пари, підібгавши ноги під себе, сідають одна проти іншої на досить далекій відстані і під такт музики надають своєму стану різні положення, приклацуючи пальцями та в долоні; разом з цим усі пари, не встаючи, посуваються вперед і сходяться разом так, що коліна їх доторкаються; тут вони надають рухам своїм більшої пристрасті і жвавості, і, виявляючи всю красу тіла, танцівники то перегинають голову назад, так, щоб розпущеним волоссям стосуватися підлоги, то закидають її вперед, приховуючи свої полум'яні погляди під густим покривалом волосся.

### Розвиток за радянських часів
Після встановлення в республіці радянської влади в 1920 році народний танець збагатився новим змістом, який відображав духовний світ, ідеологію, трудову діяльність нової людини. З'явилися такі танці, як «танець бавовноробів», «урожайний танець», «танець рибалок», «космічний танець» тощо. Поряд з прагненням зберегти такі старовинні жіночі танці, як «мірзаї», «узундара», створювалися і нові. Так, наприклад, на музику пісень «Басті» Г. Гусейнлі і «Сурайя» С. Рустамова було поставлено танці дівчат. Молодіжні танці (спільно юнаки і дівчата) також набули популярності.
Перший професійний танцювальний колектив в Азербайджані був створений в 1938 році на базі самодіяльності. Цей ансамбль виступав з різноманітним репертуаром, що складався зі старовинних і сучасних народних танців. Діяльність цього ансамблю була пов'язана з пропагандою танцювального мистецтва як в самій республіці, в СРСР, так і за кордоном. Серед провідних тоді виконавців можна назвати народних артисток Азербайджанської РСР Аміні Дільбазі і Розу Джалілова, Алибаба Абдуллаєва, Б. Мамедова; заслужену артистку республіки Туту Гамідова, Алію Рамазанова і ін.
У 1959 році в Азербайджані створюється дівочий самодіяльний танцювальний ансамбль «Чинар» (азерб. Çinar — Платан) під керівництвом Аміні Дільбазі. Незабаром цей колектив став професійним народним ансамблем.

## Різновиди
За тематичним змістом азербайджанські народні танці різноманітні і діляться на трудові («Чобан» — «пастуші»), обрядові (ритуальні, календарні, весільні), побутові («мірзаї», «тураджі»), героїчні — військові («джангі» — «бойової»), спортивні («зорхана»), хороводно-ігрові («ялли», «Хала») та інші.
Серед особливо популярних танців можна назвати: «терекеме» (танець кочівників), «гитгилида» (хороводу жіночий), «іннабі», який виконується на весіллях, дівочих вечірках молодими жінками і дівчатами, «джейран—бала», «ялли» і ін.

## Виконання
Азербайджанський народний танець, як правило, трьохчастинний. Перша частина танцю стрімка і являє собою хід по колу. Друга — лірична, тобто танцівник немовби застигає на одному місці («сюзма»), корпус танцюриста в цей час суворо і гордовито підтягнутий. Третя — знову хід по колу, вона — стрімка і урочиста, з великим емоційним поривом. Танці зазвичай виконуються під акомпанемент народних інструментів: тріо зурначі (дві зурни і одна нагара), тріо сазандарів (тар, кеменче, деф) тощо. Жіночий та чоловічий танці різко відрізняються один від одного.
Танцювальна музика представлена жіночими танцями — повільно ліричними («Тураджі», «Узундара» і ін.) Або радісно-жвавими («Терекеме» і ін.), Чоловічими — урочисто-величними («Мірзаї» — танець мудрості, виконується старими, і ін.), запально-вихровими («Гайтати», «Аскерані» і ін.). Широко поширені колективні танці — ялли (святковий хоровод, що виконується на відкритому повітрі), джангі (войовничий чоловічий танець). Характерний тактовий розмір танцювальної мелодії (6/8) відрізняється як різноманітністю, так і гостротою ритмічних фігур (часті пунктирні ритми, синкопи).

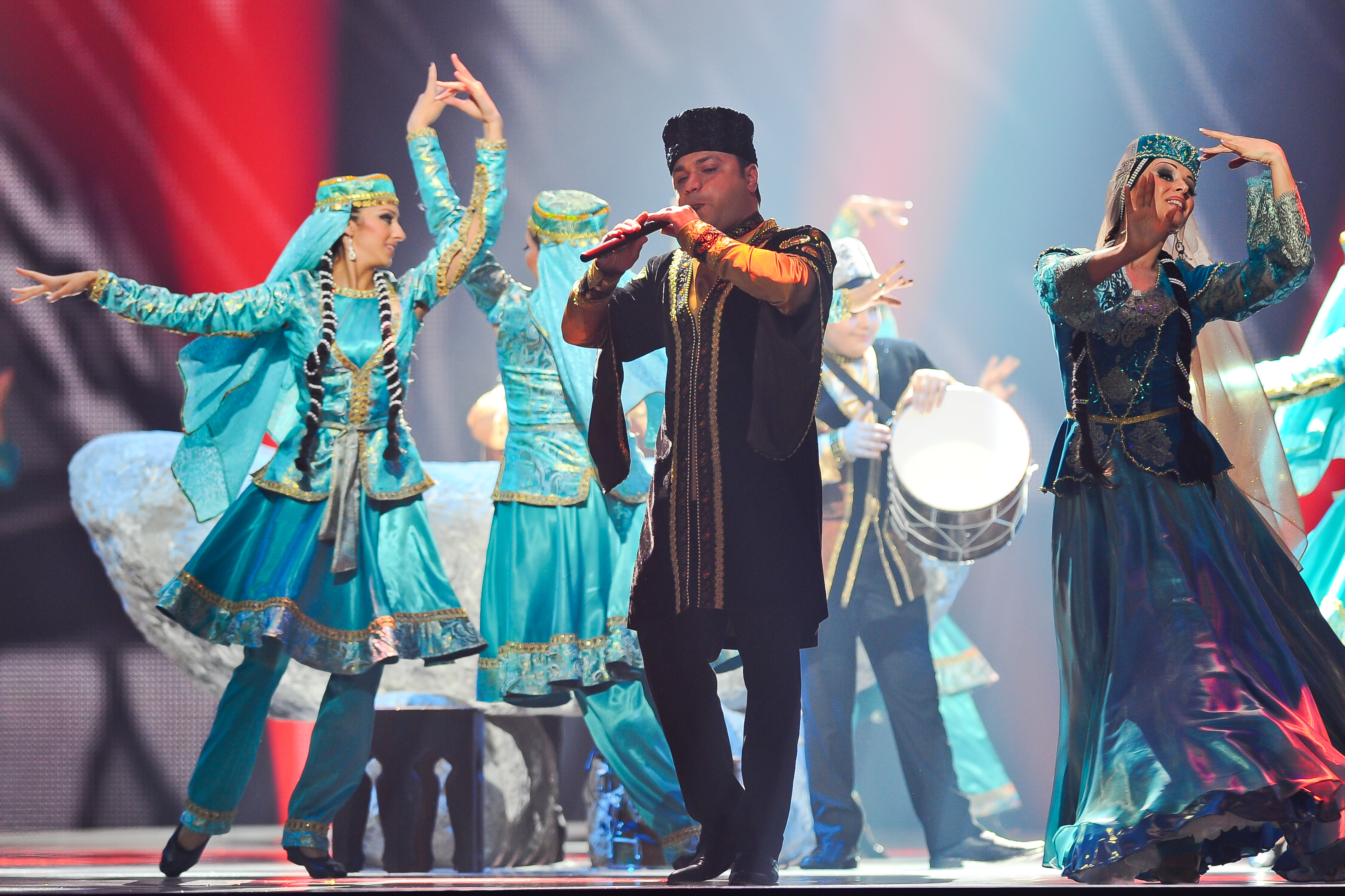
Виконання танцю під музику балабана
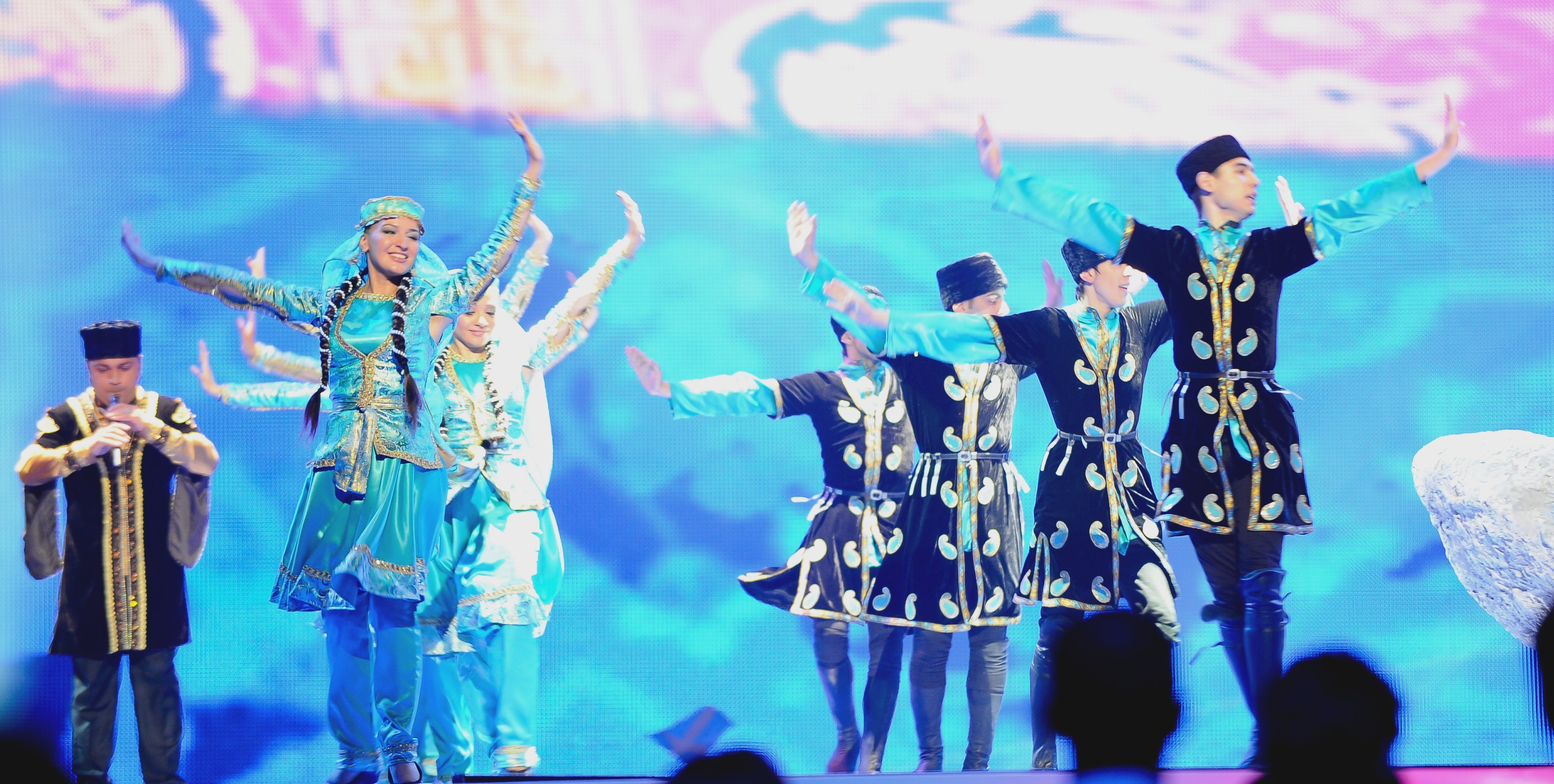

### Жіночі танці
Розвиток жіночого танцю обумовлено перш за все костюмом. Плавність руху ніг визначала довга спідниця танцівниці, а все її увага зосереджена на розвинутій техніці рук і верхньої частини корпусу (плечі, голова, міміка та ін.). Для жіночого танцю найбільш характерний 3-дольний розмір.

### Чоловічі танці
Саме техніка ніг визначає чоловічий танець. Так, танцівник з легкістю встає на пальці (як це робиться в танці «казахи»), стрімко опускається на коліно і т. Д. Для чоловічого танцю, на відміну від жіночого характерний 2-дольний розмір.

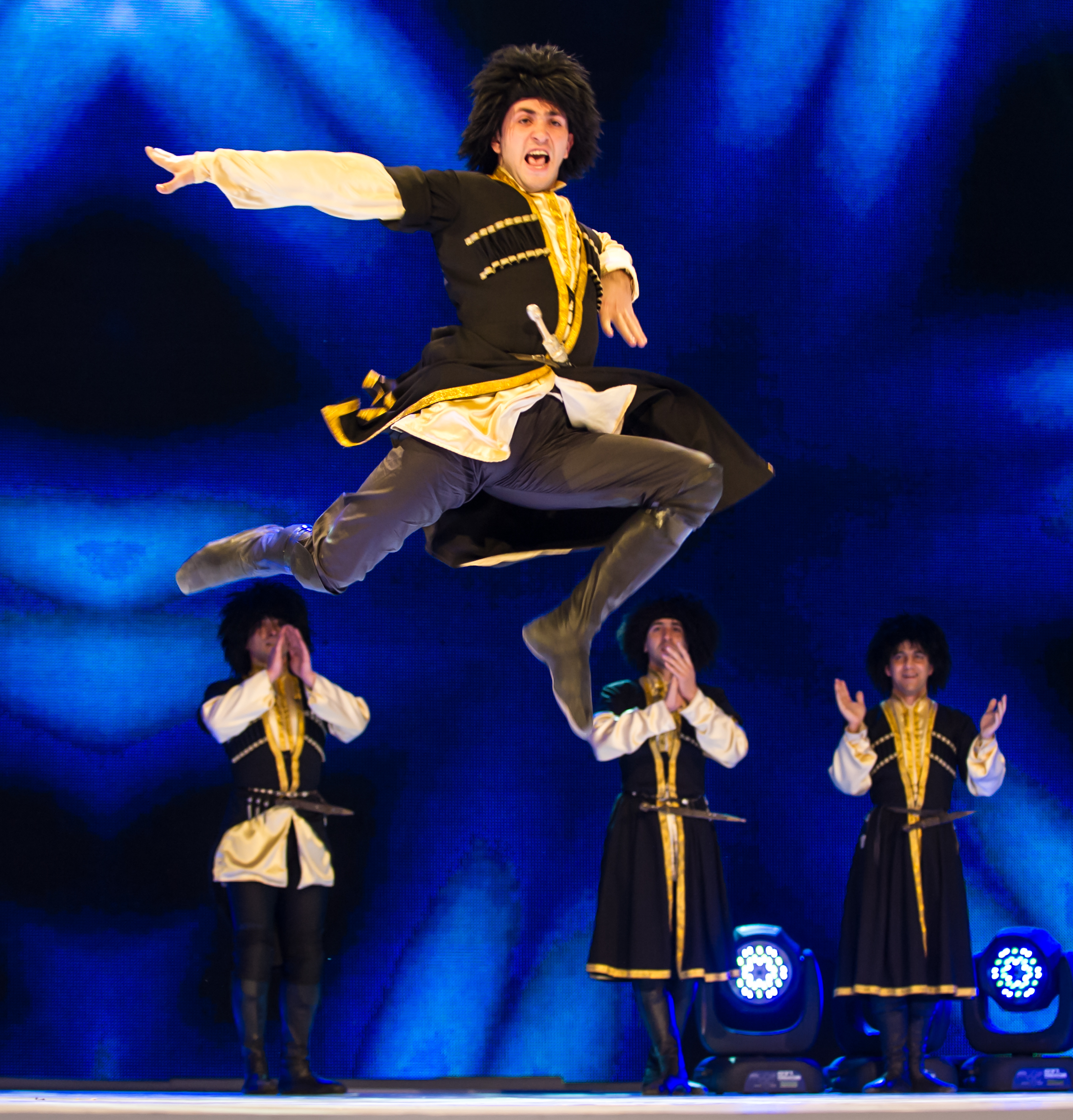
Чоловічий танець Джангі
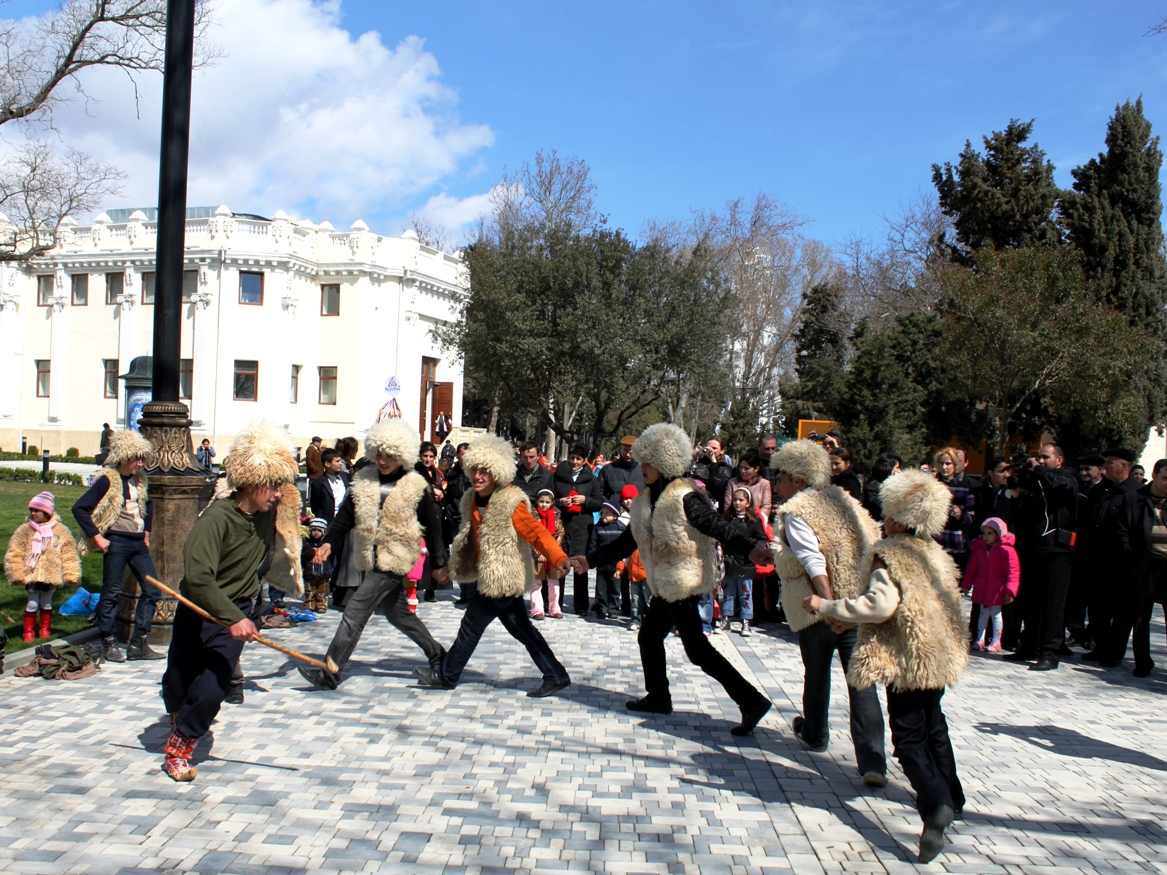
Ханчобани — танець пастухів

## Виноски
↑ Під словами «татарка», «татарин» в той час часто російські мандрівники мали на увазі «азербайджанка», «азербайджанець»